# Конвергенция и съюз
Конвергенция и съюз (на каталонски: Convergència i Unió) е дясноцентристка политическа коалиция в автономната област на Испания Каталония в периода 2001 – 2015 година.
Конвергенция и съюз е федерация на либералната Демократична конвергенция на Каталония и християндемократическия Демократичен съюз на Каталония. Двете партии образуват коалиция през 1978 година, а през 2001 година тя е преобразувана в по-тясно обединение, но и след това те запазват известна самостоятелност и членуват самостоятелно в международни организации. Организацията е управляваща в Каталония през 1980 – 2003 и след 2010 година. През 2015 година двете съставни партии на коалицията се разделят.